# Береза (аеродром)
Береза (біл. Бяроза) — військовий аеродром, розташований на північний захід від однойменного міста Береза Брестської області в Білорусії.
У різні роки мав назву аеродром Рибники, Береза-Картузька, Картуз-Береза. Осівці, Береза.

## Історія

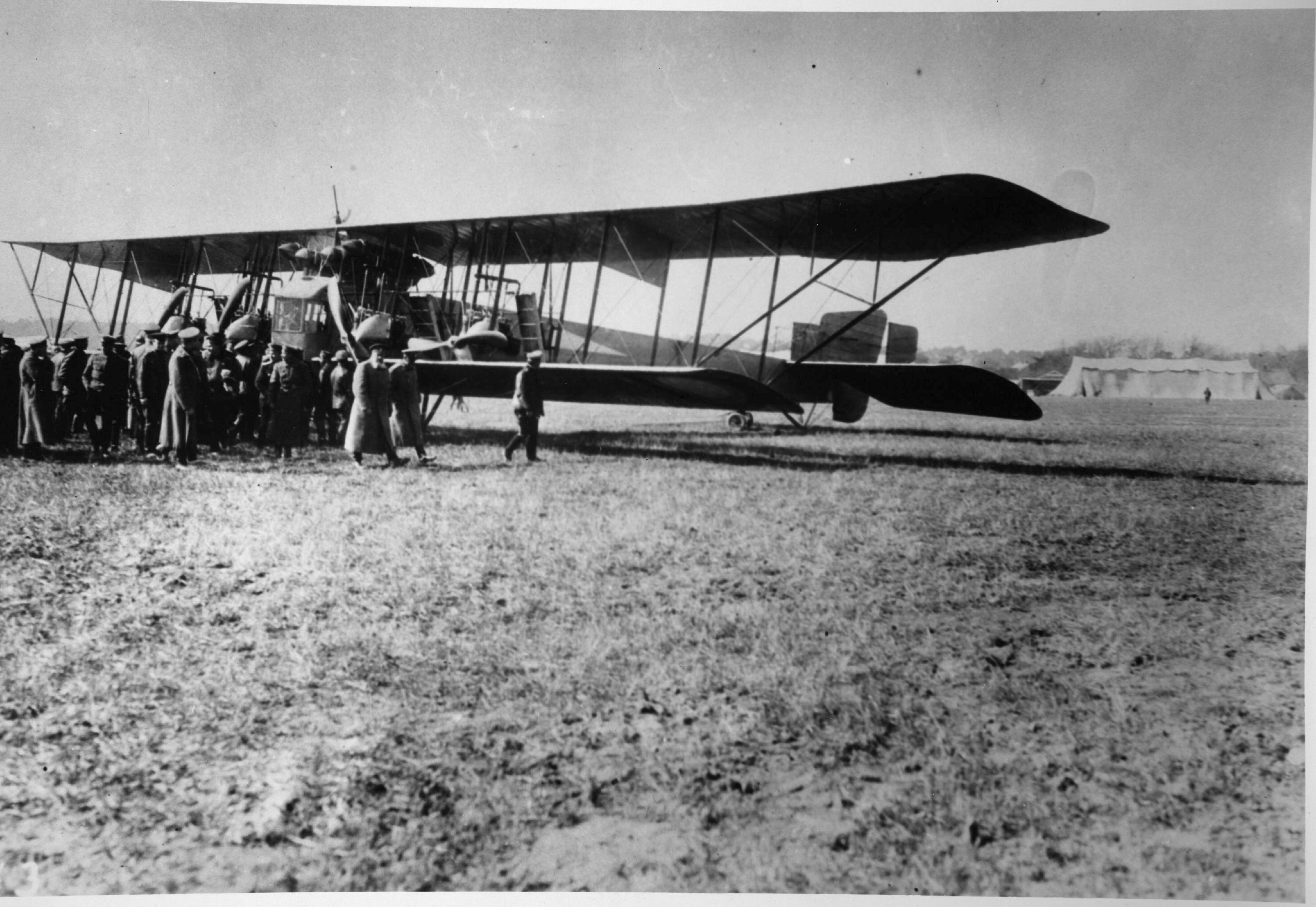
Літак «Ілля Муромець». Такі літаки літали на аеродромі 1915 року.

Аеродром є одним із найстаріших в історії авіації. Згадки про нього відносяться до 1915 року, коли на аеродромі базувався окремий бойовий загін, що складався з двох літаків «Ілля Муромець» зі складу 4-ї авіаційної роти, що базувалася на аеродромі Ліда. Загін діяв спільно з 3-ю армією з лютого 1915 року і крім Берези базувався також на аеродромах у Брест-Литовську та Слуцьку.
До 10 вересня 1915 року Береза-Картузька (найменування міста Береза до 1940 року) була зайнята німцями. Бойовий загін літаків «Ілля Муромець» перелетів у Слуцьк, звідки продовжував бомбити ворожі позиції в Березі Картузькій, Скобелівському таборі, Барановичах та прилеглі залізничні станції. У Березу перебазувався німецький авіаційний загін, який мав на озброєнні літаки «Albatros».
Німецька окупація тривала до 19 січня 1919 року, коли аеродром ненадовго зайнятий Червоною Армією, вже 14 лютого 1919 року в результаті бою за Березу-Картузьку був відбитий поляками. У ході Радянсько-польської війни аеродром двічі ставав ареною битв, у липні 1920 року він знову зайнятий Червоною армією, проте по завершенні війни він, як і вся Західна Білорусь, відійшов до Польщі.
У вересні 1939 року аеродром разом з усією Західною Білорусією був приєднаний до СРСР . На аеродромі розташовувався 207-й батальйон аеродромного обслуговування, а 23 червня 1941 року його окупували німецькі війська, що наступали.
15 липня 1944 року аеродром зайняли радянські війська.
Будівництво аеродрому, розпочате 1940 року, продовжилося 1952 року. У 1955 році будівельні роботи ще тривали, а вже в другій половині червня 1955 року на аеродромі, який отримав найменування «Осівці» здійснили посадку, перебазовані з аеродрому Джинзон (Китайська Народна Республіка) літаки МіГ-15біс 405-го винищувального авіаційного полку (командир полку Герой Радянського Союзу підполковник Василь Васильович Єгоров).
У вересні 1955 року на аеродром перебазувалися:
- 10-й окремий розвідувальний авіаційний Червонопрапорний Московсько-Кенігсберзький ордена Суворова полк на літаках Іл-28Р. Полк базувався до закінчення реконструкції свого аеродрому Щучин.
- 927-й винищувальний авіаційний Кенігсберзький Червонопрапорний ордена Олександра Невського полк на літаках МіГ-15.[5][4]

В 1956 405-й винищувальний авіаційний полк перебазується на аеродром Сморгонь в Гродненській області), де в червні 1960 був розформований.
З 1956 року на аеродромі базуються також:
- 130-й бомбардувальний авіаційний полк літаками Іл-28 зі складу 187-ї бомбардувальної авіаційної дивізії;[4]
- 89-а окрема коригувальна-розвідувальна Новгородська орденів Суворова та Кутузова ескадрилья (дві ланки літаків Іл-28 і дві ланки вертольотів Мі-1, літак зв'язку Як-12).[4].

У 1960 році у зв'язку зі значним скороченням ВПС відповідно до Закону Верховної Ради СРСР «Про нове значне скорочення Збройних Сил СРСР» 130-й бомбардувальний авіаційний полк і 187-ю бомбардувальну авіаційну дивізію розформовано.
У грудні 1963 року 89-а окрема коригувальна-розвідувальна Новгородська орденів Суворова та Кутузова ескадрилья розформована. Частину військовослужбовців ескадрильї було переведено до складу сформованого 510-го окремого дивізіону безпілотних літаків-розвідників, що має на озброєнні розвідувальні безпілотні літальні апарати одноразового використання Ла-17Р (ТБР-1). У вересні 1966 року 510-й окремий дивізіон безпілотних літаків розвідників перейменовують у 106-у окрему ескадрилью безпілотних літаків-розвідників. У вересні 1987 року 106-ту ескадрилью перебазували до складу Прикарпатського військового округу, де її розформували.
У вересні 1969 року на аеродромі сформовано 120-й винищувальний авіаційний полк на літаках МіГ-21С. З 1970 року полк експлуатував МіГ-21біс. У липні 1971 року полк був перебазований до складу 23-ї повітряної армії Забайкальського військового округу на аеродром Домна.
927-й винищувальний авіаційний Кенігсберзький Червонопрапорний ордена Олександра Невського полк, що беззмінно базується на аеродромі, 1956 року освоїв надзвукові винищувачі МіГ-19. У 1960 році після розформування 330-й іад передано до складу 95-ї винищувальної авіаційної дивізії 26-ї повітряної армії, перевчився на літаки МіГ-21 . 23 лютого 1968 року Указом Президії Верховної Ради СРСР нагороджений орденом Червоного Прапора. У 1986 полк переозброєний на винищувачі МіГ-29. 1989 року став окремим полком 26-ї повітряної армії. У 1992 році увійшов до складу Збройних сил Білорусії. В 1993 полк переформований в 927-ю винищувальну авіаційну базу ВПС РБ. 24 серпня 2010 року базу перетворено на 927-й Центр підготовки та застосування безпілотних авіакомплексів ВПС РБ.

## Аварії
- 09 січня 1985 р. літак Ан-14 «Пчілка» зі складу ланки управління 95-й іад (Щучин) через 25 хвилин після зльоту з аеродрому під час виконання перельоту вдень у ПМУ на висоті 100 м і швидкості 160 км/год відмовив лівий двигун. Екіпаж, порушуючи інструкцію, посадку на запасний аеродром виконувати не почав, а продовжив політ за маршрутом на свій аеродром. Надалі через неможливість виконання польоту на одному двигуні через зменшення швидкості польоту, екіпаж ухвалив рішення на виконання вимушеної посадки поза аеродромом. Уникаючи лобового зіткнення з деревами, командир екіпажу почав виконувати відворот вліво. Літак втратив швидкість і вийшов на режим звалювання. Звалившись на крило, Ан-14 зіткнувся із землею і зруйнувався. На місці другого льотчика перебував пасажир — командир 95-ї іад полковник Азаров. На борту також перебував заступник командира 95-ї іад, який вижив (єдиний, хто вижив із пасажирів).